# Marian Bălan
Marian Bălan (n. 19 iunie 1968) este un fost deputat român în legislatura 2000-2004, ales în județul Ialomița pe listele partidului PSD. Deputatul Marian Bălan a demisionat în ianuarie 2001 și a fost înlocuit de către deputatul Vasile Silvian Ciupercă.